# Manto Fossae
Le Manto Fossae sono una struttura geologica della superficie di Venere.